# Cantone di La Ferté-Alais
Il Cantone di La Ferté-Alais era una divisione amministrativa dell'arrondissement di Étampes.
A seguito della riforma approvata con decreto del 24 febbraio 2014, che ha avuto attuazione dopo le elezioni dipartimentali del 2015, è stato soppresso.

## Composizione
Comprendeva i comuni di:
- Baulne
- Boissy-le-Cutté
- Boutigny-sur-Essonne
- Cerny
- D'Huison-Longueville
- La Ferté-Alais
- Guigneville-sur-Essonne
- Itteville
- Mondeville
- Orveau
- Vayres-sur-Essonne
- Videlles